# Árvacsalán
Az árvacsalán (Lamium) egy kb. 40-50 fajból álló nemzetség az árvacsalánfélék családjában, mely utóbbinak a típusnemzetségét is adja. Európában, Ázsiában és Észak-Afrikában őshonos lágy szárú fajok tartoznak ide, amelyek közül néhány gyomnövényként az egész mérsékelt égövben elterjedtté vált.
A nemzetségbe egyéves és évelő fajok is tartoznak; magokkal és vegetatívan is szaporodnak, ahogy a talajszinten terjeszkednek.
Válogatott fajok
- Fehér árvacsalán (Lamium album)
- Bársonyos árvacsalán (Lamium amplexicaule)
- Lamium bifidum
- Lamium barbatum
- Lamium corsicum
- Lamium flexuosum
- Sárga árvacsalán (Lamium galeobdolon)
- Lamium garganicum
- Lamium glaberrimum
- Lamium hybridum
- Foltos árvacsalán (Lamium maculatum)
- Lamium moluccellifolium
- Lamium moschatum
- Pofók árvacsalán (Lamium orvala)
- Piros árvacsalán (Lamium purpureum)

Több közeli rokon nemzetséget korábban a Lamium-on belülre soroltak egyes botanikusok; ilyenek a sárgaárvacsalán (Lamiastrum), a kenderkefű (Galeopsis) és a gyöngyajak (Leonurus).
A Lamium fajok néhány lepkefaj hernyójának tápláléknövényét képezik, köztük a zöld csipkésbagoly (Phlogophora meticulosa), a C-betűs bagolylepke (Xestia c-nigrum) és a zsákhordó molyfélék közül a Coleophora ballotella, Coleophora lineolea és Coleophora ochripennella.

## Hasonlóság
Egy hasonló növény a tyúkhúr.
A hasonlóságok:
- Egyik növénynek sincs virágzata, hanem a levelek között bújnak meg a virágok.
- A levelek fönt helyezkednek el, alul pedig két levél van a levélzet alatt 5 cm-re, a föld felett.
- Mind a kettő növény a valódi kétszikűek csoportjába tartozik.

## Termesztésük
Az árvacsalánok fagytűrők, és a legtöbb talajban jól fejlődnek. Virágaik színe árulkodik ültetési idejükről és fényigényükről: a fehér és lila virágúakat tavasszal kell ültetni, és a teljes napfényt kedvelik. A sárga virágúakat ősszel kell ültetni, és az árnyékos helyeket kedvelik. Inváziós növények, ezért helyet kell hagyni számukra a terjeszkedésre. 
Magról vagy vegetatívan szaporíthatók kora tavasszal.

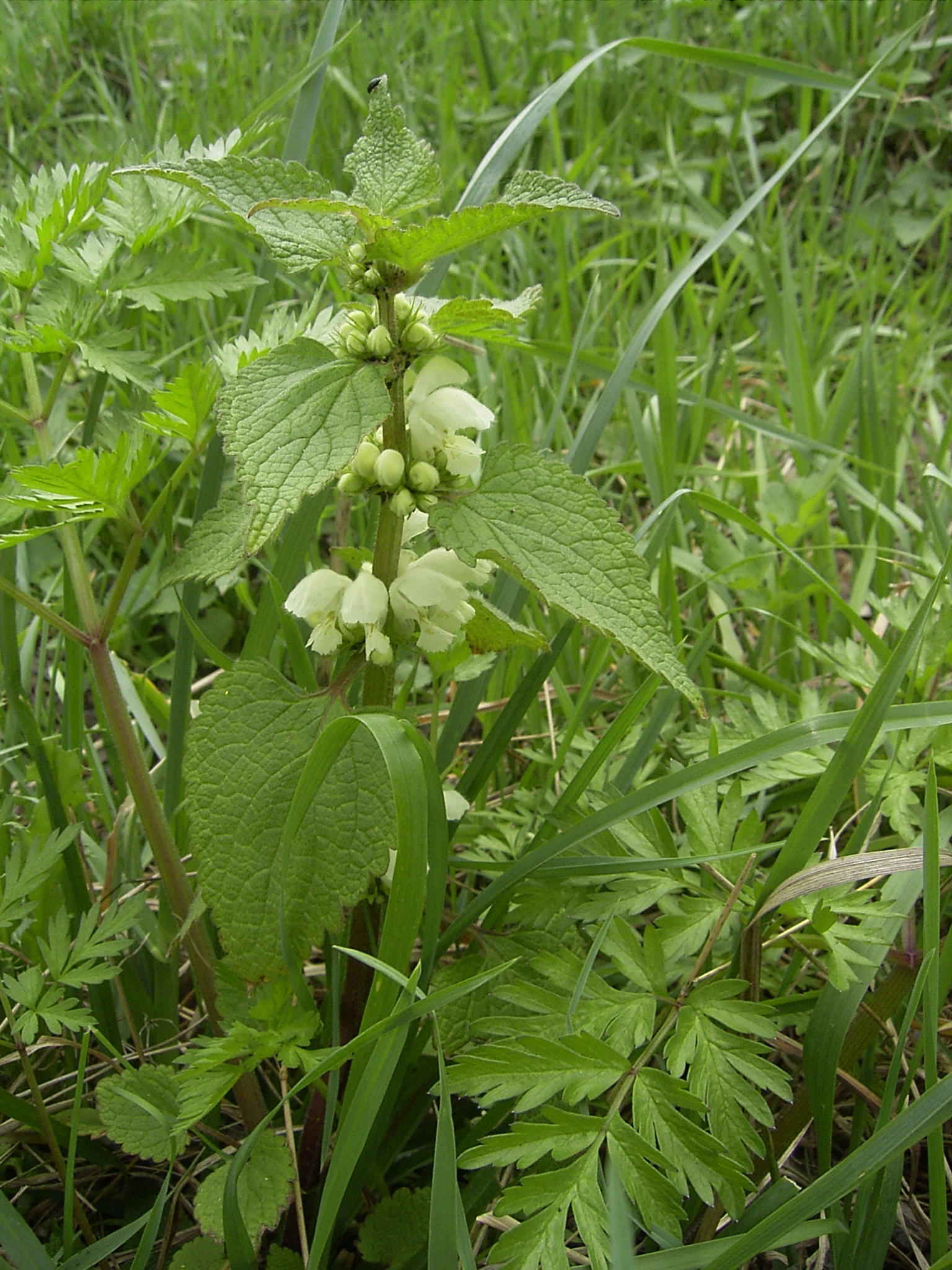
Fehér árvacsalán (Lamium album)
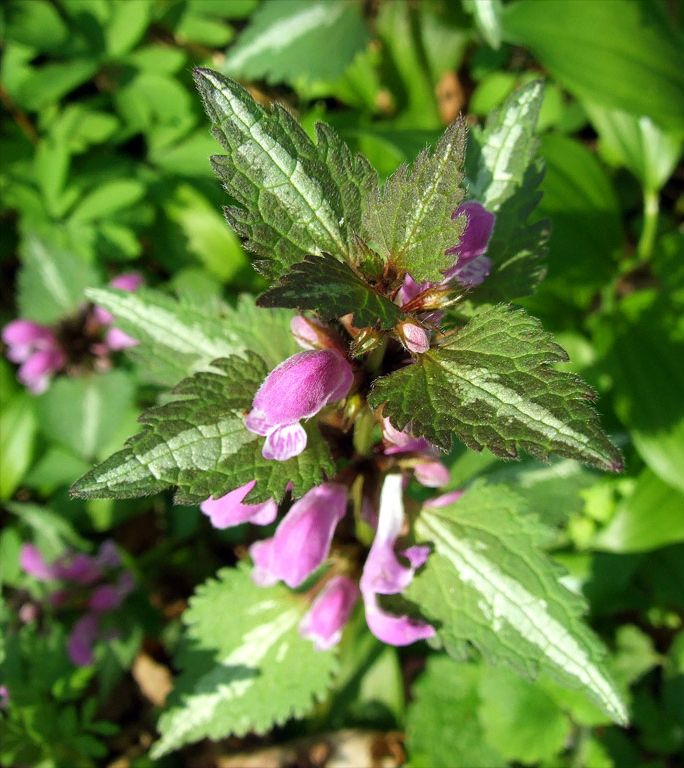
Foltos árvacsalán (Lamium maculatum L.) – (Hódos vagy pettyegetett tátkanaf)
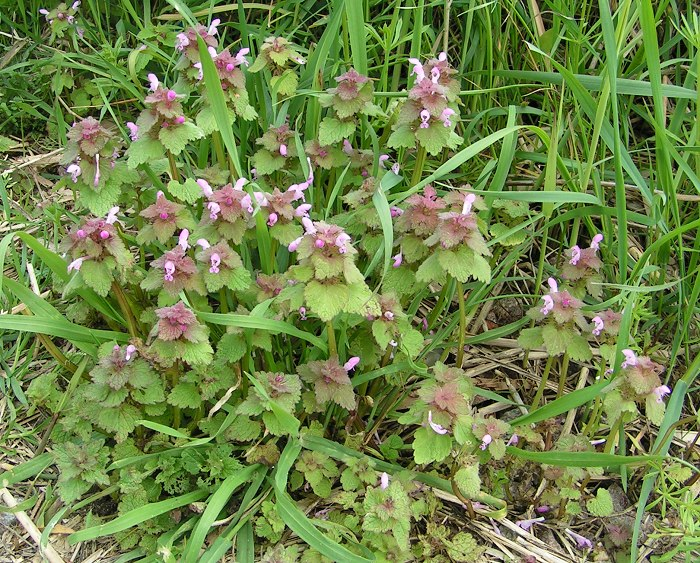
Piros árvacsalán (Lamium purpureum)
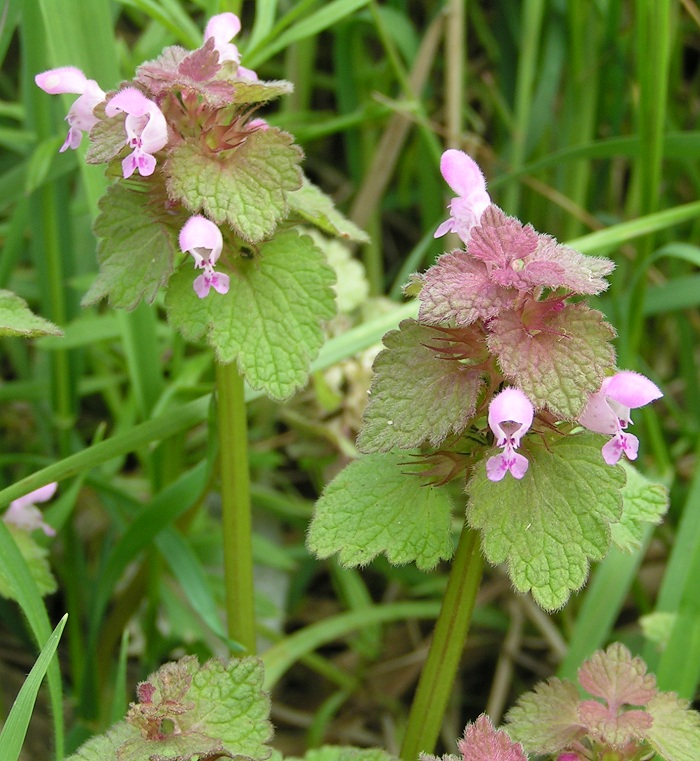
Piros árvacsalán (Lamium purpureum) virágai közelről
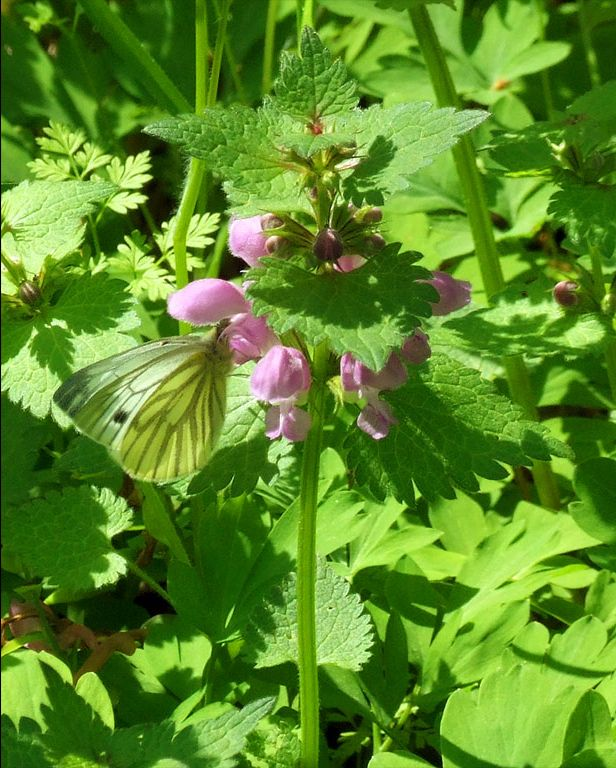
Piros árvacsalán (Lamium purpureum)
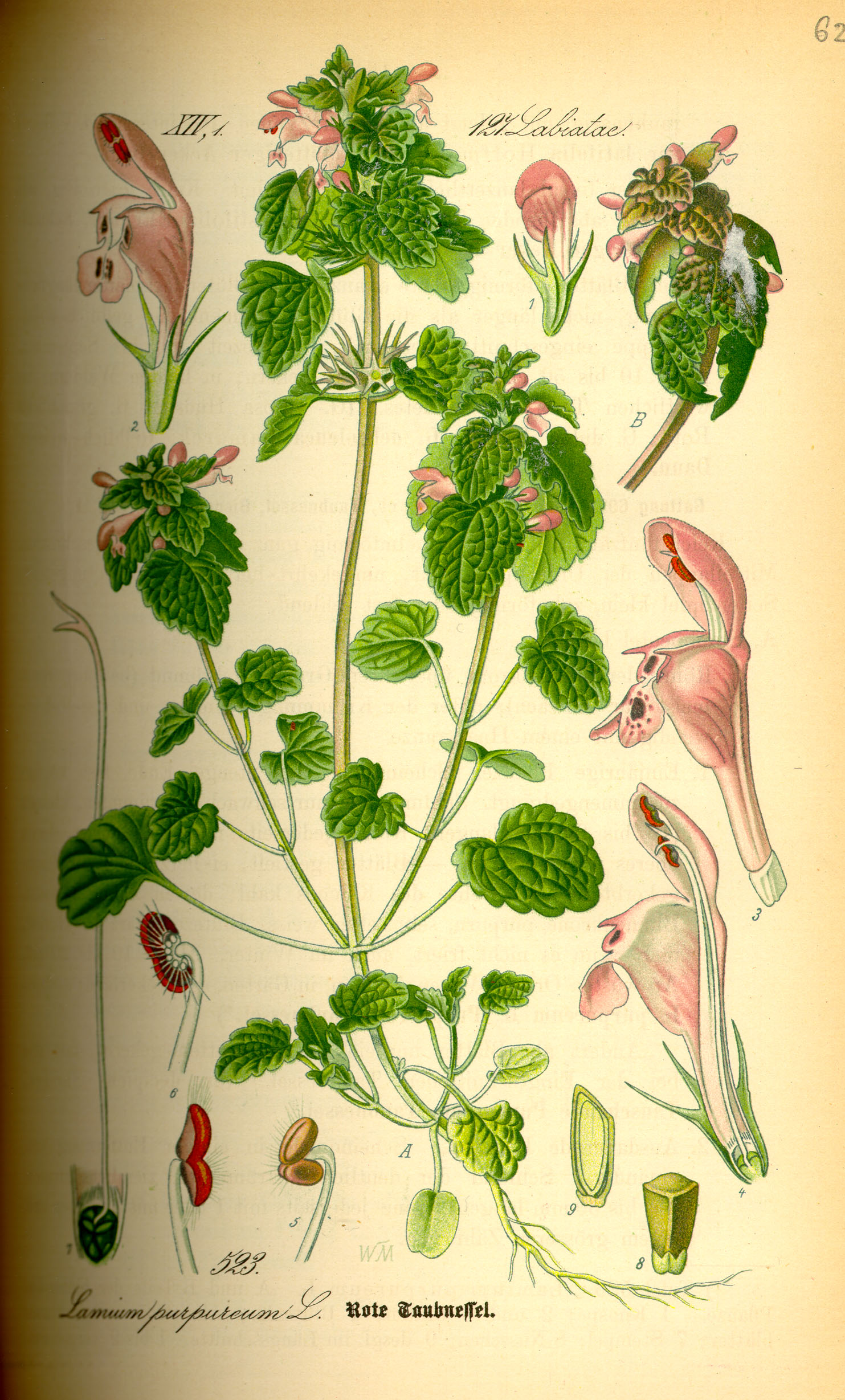
Piros árvacsalán (Lamium purpureum; Thomé, Flora von Deutschland, Österreich und der Schweiz 1885)
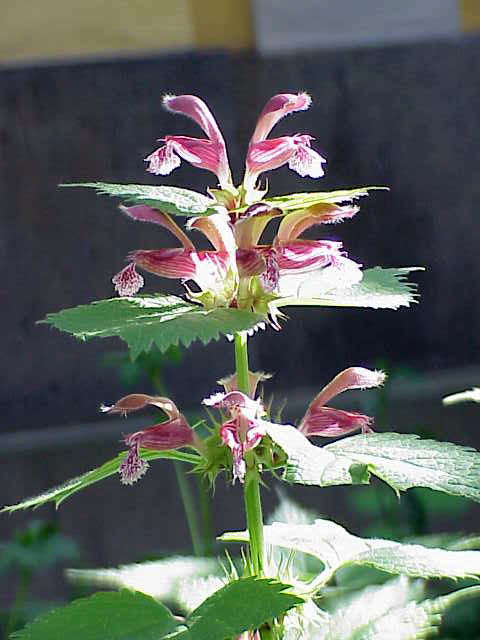
Pofók árvacsalán (Lamium orvala)

## Fordítás
- Ez a szócikk részben vagy egészben  a   Lamium című angol Wikipédia-szócikk ezen változatának fordításán alapul.  Az eredeti cikk szerkesztőit annak laptörténete sorolja fel. Ez a jelzés csupán a megfogalmazás eredetét és a szerzői jogokat jelzi, nem szolgál a cikkben szereplő információk forrásmegjelöléseként.